# 이정섭 (1688년)
이정섭(李廷燮, 1688년 ~ 1744년)은 조선의 문신으로, 본관은 전주이며 자는 계화(季和), 호는 저촌(樗村)이다.
조선 선조의 장자인 임해군의 후손이자 임원군(林原君) 이표(李杓)의 아들이다. 음보(蔭補)로 정랑(正郞)을 역임했고 《해동가요(海東歌謠)》에 그가 지은 시조 2수가 전한다. 그의 저서로 《저촌집》(樗村集, 4권 3책)이 있다.